# テカムセの呪い
テカムセの呪い（テカムセののろい、英: Tecumseh's Curse）とは、第9代アメリカ合衆国大統領ウィリアム・ハリソンの肺炎による死から始まる、西暦で20の倍数の年に選出されたアメリカ合衆国大統領への一連の災難の原因とされる呪い。

## 概要
呪いの主はインディアン部族のひとつショーニー族のテカムセ酋長で、領土を白人に奪われた末に1811年にティピカヌーの戦いでウィリアム・ハリソンに殺されたために、あるいは彼の弟で予言者のテンスクワタワがかけたという。その「呪詛」は20年ごとに選ばれる大統領を死に至らしめるとされる。幾つかの資料では、テカムセを亡くした母親がかけた呪いとされるが、確固たる証拠はない。また一連の災難の原因が「インディアンの呪い」にあると示す明瞭な出典もない。
一方で、一連の合衆国大統領の頓死をロバート・リプレーは自著『信じようと信じまいと』で「不思議な法則」として紹介しており、その後にケネディ大統領暗殺事件（1963年）が発生する等、必ずしも「テカムセの呪い」のみと関連付けて語られてきたわけでもない。

## 「呪い」の犠牲者

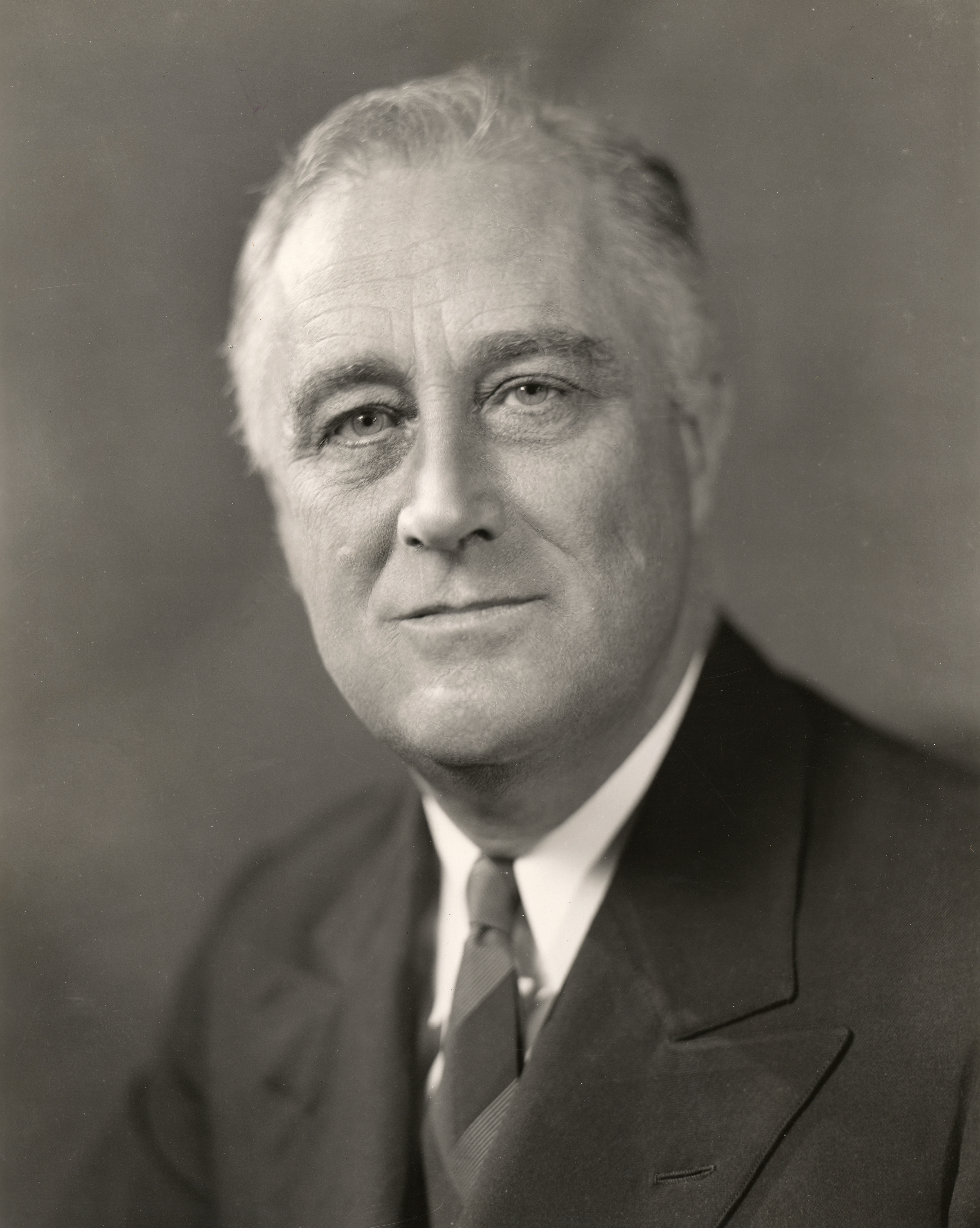
ローズヴェルト大統領

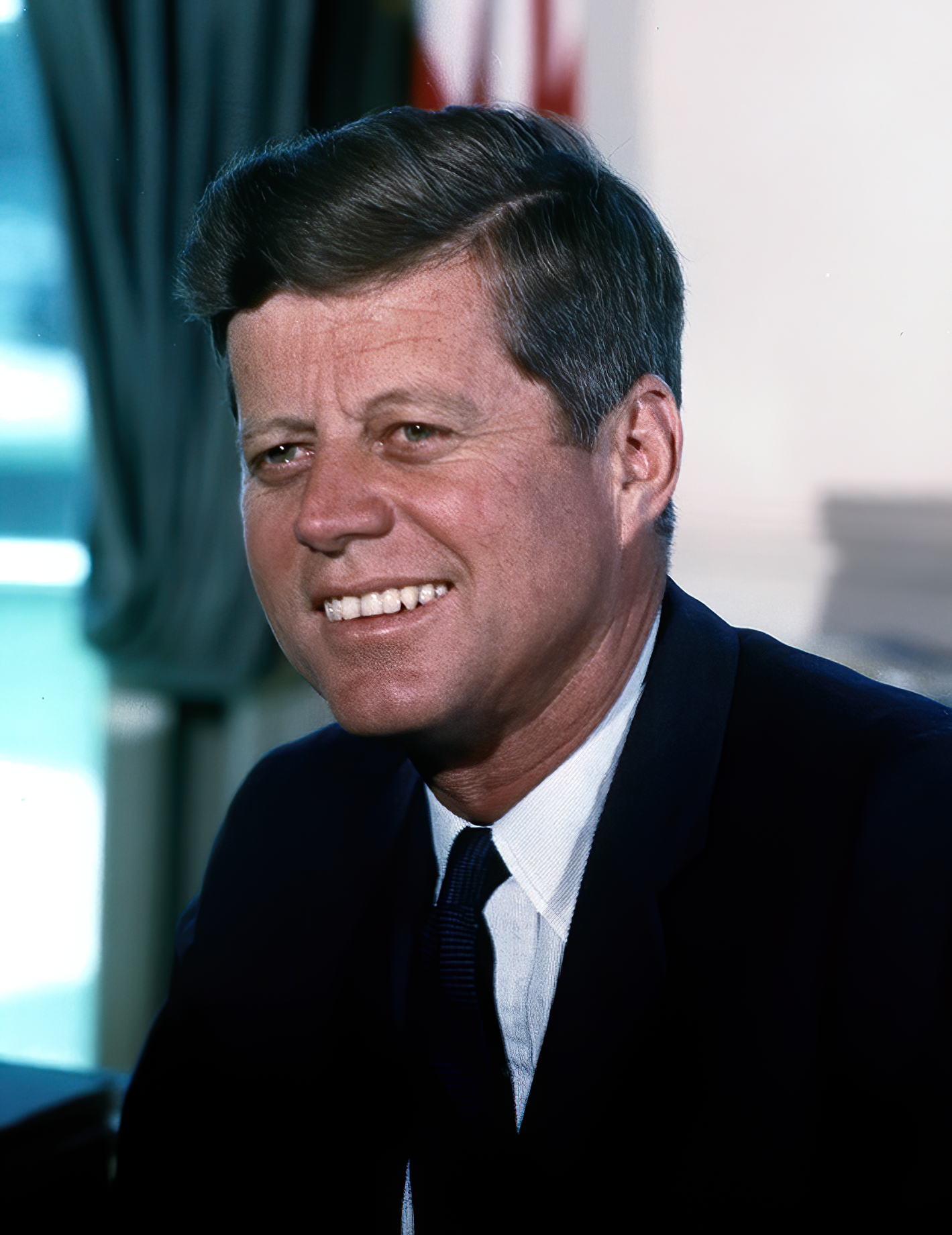
ケネディ大統領

1840年から1960年までの120年間、西暦で20の倍数の年（XXX0年）に当選した大統領は全員が、大統領在職中に死去した。なお、アメリカ大統領選挙は必ず4の倍数の年に実施される。
- 1840年 - ウィリアム・H・ハリソン、1841年4月4日に肺炎で死去した。
- 1860年 - エイブラハム・リンカーン、1865年4月14日に銃撃され、同年4月15日に死去した。（リンカーン大統領暗殺事件）
- 1880年 - ジェームズ・ガーフィールド、1881年7月2日に銃撃され、同年9月19日に死去した。（ガーフィールド大統領暗殺事件）
- 1900年 - ウィリアム・マッキンリー、1901年9月6日に銃撃され、同年9月14日に死去した。（マッキンリー大統領暗殺事件）
- 1920年 - ウォレン・ハーディング、1923年8月2日に心臓発作で死去した。
- 1940年 - フランクリン・ローズヴェルト、1945年4月12日に脳溢血で死去した。
- 1960年 - ジョン・F・ケネディ、1963年11月22日に銃撃され、即死した。（ケネディ大統領暗殺事件）

以下は1980年以降の事例であり、死亡例は現段階では存在していない（2025年5月末時点）。
- 1980年 - ロナルド・レーガン、1981年3月30日に暗殺未遂に遭うものの、任期満了後の2004年に死去。
- 2000年 - ジョージ・W・ブッシュ、いくつか事故（後述）に遭うものの任期を満了した。存命中。
- 2020年 - ジョー・バイデン、史上初の任期満了時に80歳を超えた大統領である。2022年1月28日にペンシルベニア州ピッツバーグにてバイデンが訪問する数時間前に道路橋が崩壊する、2024年に健康問題で大統領選撤退などはあったが任期を満了した。存命中。

### 0年以外の事例
ザカリー・テイラーは20の倍数の年以外に選出され、在職中に死去した唯一の大統領であり、1848年に選出され、果物の食べ過ぎで消化不良を起こし1850年に死去した。これには毒殺説も存在したが、後年の研究で否定された。
アンドリュー・ジャクソンとハリー・S・トルーマンの2人は20の倍数の年以外に選出され、いずれも大統領在職中に暗殺未遂に遭っており、それぞれ大統領選挙で勝ったのは1828年及び1832年と1948年であり、それぞれ1835年と1950年に殺害を免れている。
セオドア・ルーズベルトとドナルド・トランプは大統領の任期満了後に暗殺未遂に遭った。トランプはバイデン在職中の2024年に3度の暗殺未遂に遭い、そのうち1度目の暗殺未遂で銃弾が耳に命中した（ドナルド・トランプ暗殺未遂事件）。
なお、上記の内、リンカーン、マッキンリー、F・ルーズベルトを例外とし、全員、20の倍数の年に最初（唯一）の当選をとげ、最初（唯一）の任期中に死去している。リンカーンは暗殺の前年の1864年に銃撃事件に遭遇した際、銃弾が帽子を貫通しながら落命を免れた。

## 別称
0年の呪い (zero-year curse)、20年の呪い (twenty-year curse)、ティピカヌーの呪い (curse of Tippecanoe)、大統領の呪い (presidential curse) とも呼ばれる。

## 呪いの消失
レーガンは1980年に大統領に選出され、直後の1981年3月30日に暗殺未遂に遭いながらも（レーガン大統領暗殺未遂事件参照）、2期8年の任期を完うした。レーガン死去は2004年、大統領選出から24年後であった。
2000年に大統領に選出されたジョージ・W・ブッシュ（子ブッシュ）も、2期目の2005年5月10日に訪問先ジョージアのトビリシ市庁舎前自由広場で演説中、ジョージア大統領ミヘイル・サアカシヴィリと一緒にいた方向に手投げ弾が投げつけられたが不発に終わった。子ブッシュは2期8年の任期を完うして2024年現在も存命している。この他にも任期1年目の2001年9月11日にアメリカ同時多発テロが発生、2002年にはプレッツェルを食べている最中に失神・昏倒するものの、顔に傷を負っただけで窒息死は免れた。任期満了直前にはイラク人記者に靴を投げつけられながら、上手くよけて無傷であった。
このような解釈により「テカムセの呪い」は偶然であって、大統領の怪死の原因ではないという論調が主流になった。
それでも複数のキリスト教団体は「呪い」を真剣に考え、1980年（レーガン）および2000年（ブッシュ）にはそれぞれ、現役大統領が災難から守られるように祈願した。1920年以来、宗教団体が同様の祈願を行っており、その1つ「アメリカの仲裁者」Intercessors for America は1980年の「戦争祈願」で呪いを破ったと信じている。
次の周期は2020年アメリカ合衆国大統領選挙に当たるが、SARSコロナウイルス2のアメリカ合衆国国内の世界最大の感染爆発やイランのソレイマニ司令官の殺害、黒人男性であるジョージ・フロイド殺害差別反対運動（ジョージ・フロイド抗議運動）の活発化でクリス・マーフィー米上院議員はアメリカ合衆国の崩壊を警告していた。高齢であり過激的、差別的言動の多い現職のドナルド・トランプが再選されればテカムセの呪いが復活するのではと懸念されていたが、さらに高齢の対立候補ジョー・バイデンが当選。しかしトランプは投票の結果を認めず、トランプのツイートに扇動された支持者が2021年アメリカ合衆国議会議事堂襲撃事件を起こし、国際社会から非難された。
落選を認めたくないトランプや、その支持者たちが巻き起こした社会的混乱を乗り越えてバイデンは2021年1月20日に正式に大統領に就任した。この就任式にはトランプは出席していない。バイデンは非常に高齢での就任であるが故に無事に任期を全うできるのかが懸念材料となっており、当選が確実になった後の11月28日には愛犬と遊んでいる最中に足を骨折した。